# Hydrotaea lasiophthalma
Hydrotaea lasiophthalma är en tvåvingeart som beskrevs av Malloch 1919. Hydrotaea lasiophthalma ingår i släktet Hydrotaea och familjen husflugor. Inga underarter finns listade i Catalogue of Life.